# Tuullittalik
Tuullittalik [ˈtuːˌɬːitːalik] (nach alter Rechtschreibung Tûgdligtalik) ist eine wüst gefallene grönländische Siedlung im Distrikt Uummannaq in der Avannaata Kommunia.

## Lage
Tuullittalik liegt im Norden einer gleichnamigen Insel südlich der Mündung des Itilliarsuup Kangerlua. Acht Kilometer westlich befindet sich Saattut.

## Geschichte
Tuullitalik war schon vor der Kolonialzeit bewohnt, zeitweise aber wieder verlassen. 1805 lebten 37 Menschen am Wohnplatz und darunter waren die meisten Getauften der Gegend. 1849 lebten 48 Personen in der Umgebung. 1905 lebten 19 Menschen in Tuullittalik. 1911 wurde Tuullittalik Teil der Gemeinde Saattut. 1915 hatte Tuullittalik 17 Einwohner, die in drei Häusern wohnten. Unter ihnen waren fünf Jäger. 1918 waren es 21 Einwohner. Während der 1920er Jahre wurde der Wohnplatz aufgegeben.